# Florentino Ameghino
För andra betydelser, se Florentino Ameghino (olika betydelser).
Florentino Ameghino, född 19 september 1853 i Moneglia, Kungariket Sardinien, (nuvarande Italien), död 6 augusti 1911 i La Plata, var en argentinsk paleontolog.
Ameghinos verksamhet på ryggradsdjurspaleontologins område är av enastående omfång. Redan som yngling hade han från Buenos Aires omgivningar insamlat ett stort antal fossila djur och föremål som kunde lämna upplysningar rörande människans samtidighet med de utdöda djuren; i flera arbeten beskrev han dessa fynd (1877–1881). Eftersom han saknade förmögenhet och inte erhöll något nämnvärt stöd från myndigheterna, uppsatte och skötte han en bokhandel för att skaffa pengar till de expeditioner som han under flera år utrustade för att utforska sitt hemlands geologi. För det enorma material, särskilt av däggdjursfossil, som med tiden hopades, redogjorde han i en lång rad (179) större och mindre publikationer. Under loppet av 30 år beskrev han över 500 nya släkten med säkerligen några tusen nya arter av fossila däggdjur.
Genom Ameghinos arbete lärde man känna en helt ny värld av varelser. Även om flera av de åsikter, som han – ibland med alltför stor häftighet – förfäktade, var ohållbara och om särskilt hans bedömande av de av honom uppdagade människolämningarna inte fick något stöd, gav honom dock de storverk, som han under svåra försakelser och ofta under bitter opposition från flera håll utförde, en aktad plats i vetenskapernas historia. År 1902 blev han direktör för Nationalmuseet i Buenos Aires.

## Utmärkelser
Nedslagskratern Ameghino på månen är uppkallad efter honom.